# Суховоля (Львовский район)
Суховоля (укр. Суховоля) — село в Зимневодской сельской общине Львовского района Львовской области Украины.
Население по переписи 2001 года составляло 3764 человека. Занимает площадь 9,52 км². Почтовый индекс — 81513. Телефонный код — 3231.
Главной достопримечательностью села является Церковь святого Иоанна Богослова (1912 год, архитектор Василий Нагорный).

## Галерея

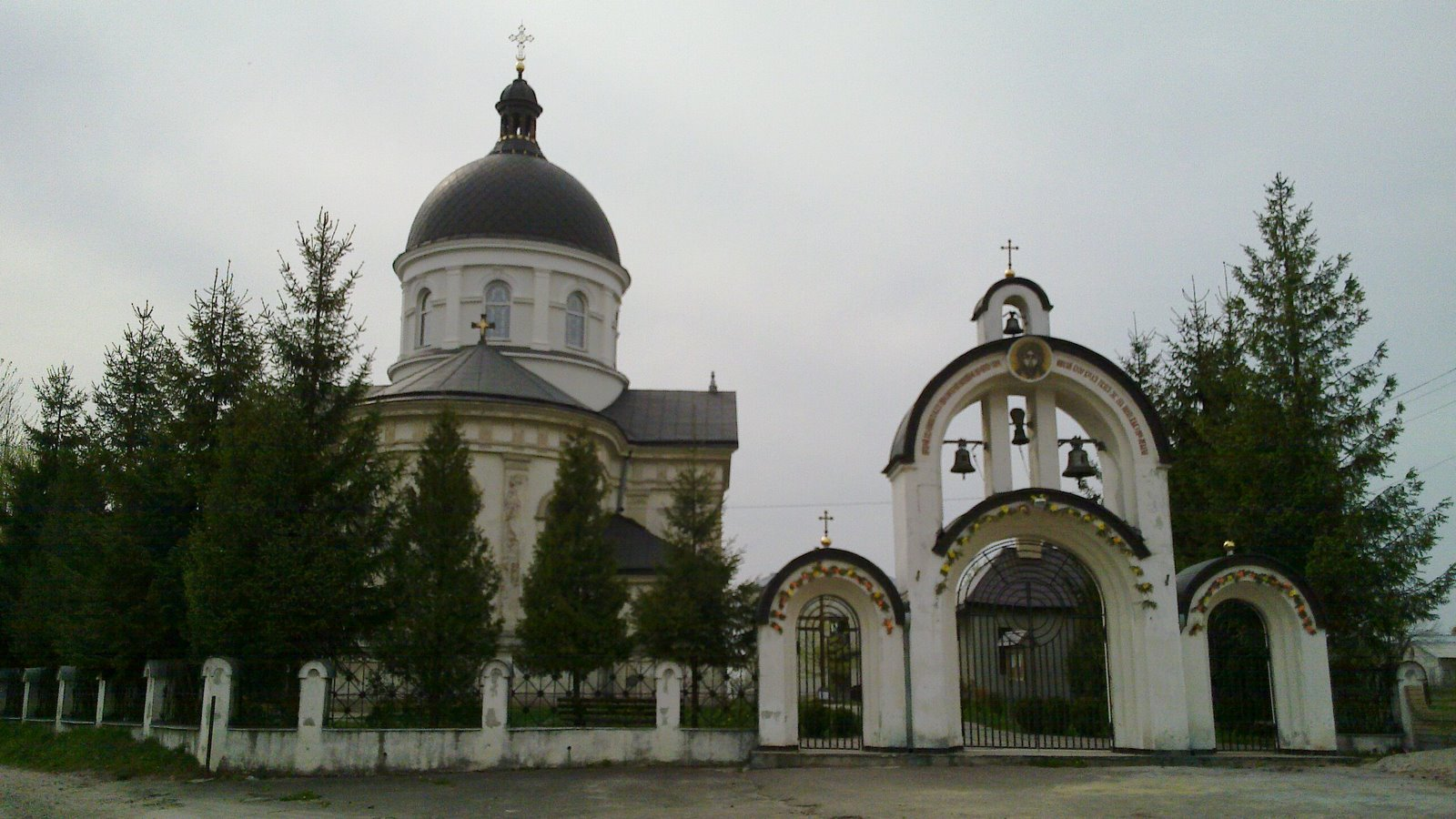
Церковь святого Иоанна Богослова
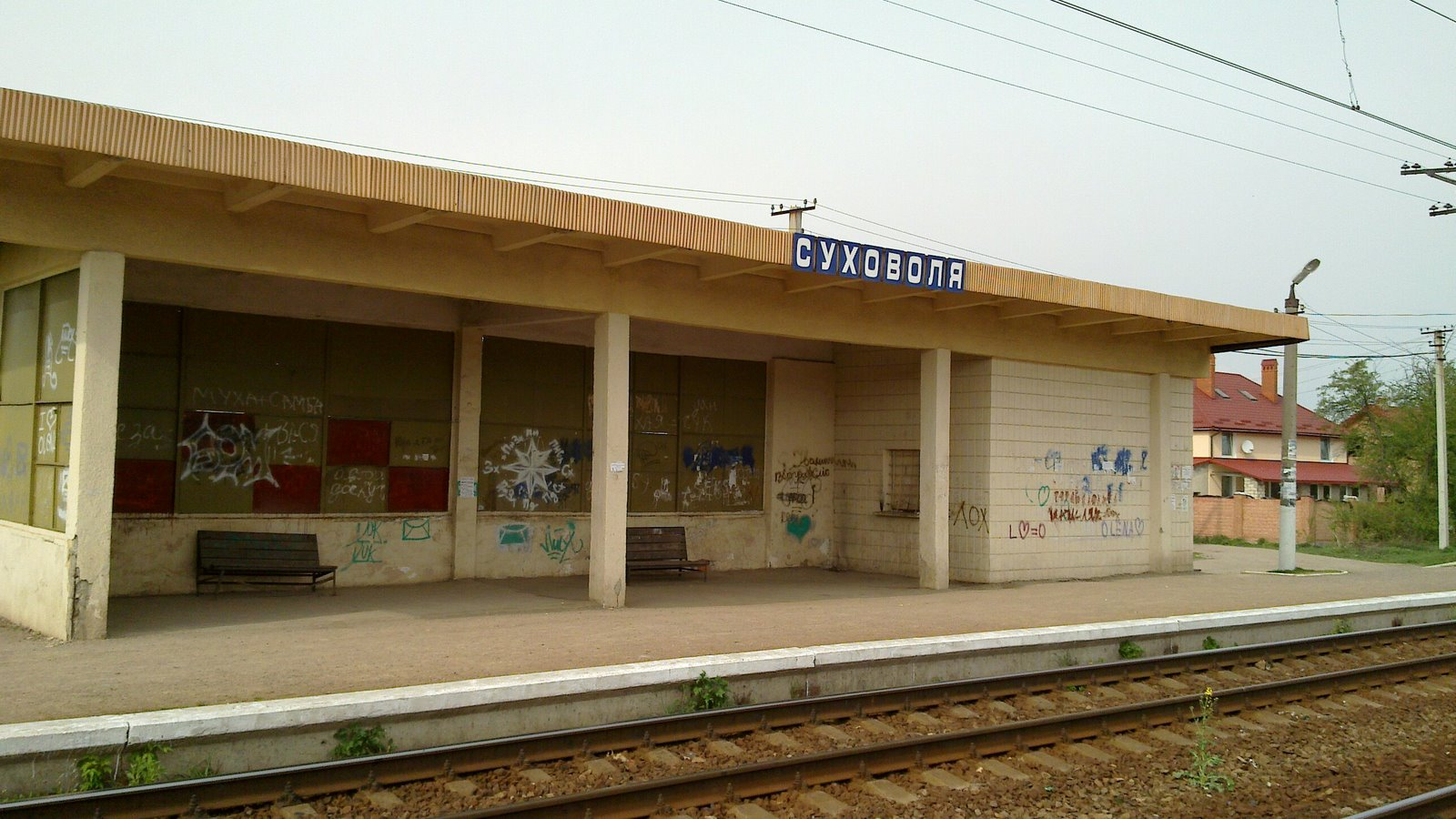
Остановочный пункт ж/д Суховоля